# Необыкновенные приключения Карика и Вали (фильм)
«Необыкновенные приключения Ка́рика и Ва́ли» — советский детский двухсерийный фантастический художественный фильм, поставленный на киностудии «Ленфильм» в 1987 году режиссёром Валерием Родченко по мотивам одноимённой повести Яна Ларри (в заглавных титрах говорится, что это «фантазия на тему одноимённой повести Яна Ларри»).
Фильм снят по заказу Гостелерадио СССР.

## Сюжет
Брат и сестра, Карик и Валя, попав в квартиру соседа, профессора Енотова, обнаруживают необычный эликсир, и выпив его, уменьшают себя до размеров насекомых, после чего оказываются в городском парке, который теперь для них полон опасностей. 
В то время, как их ищут безутешные родители и милиция, профессор понимает, куда пропали дети, и сам, выпив эликсир, уменьшается и отправляется на их поиски. Встретившись с детьми, учёный ведёт детей к спасению, попутно рассказывая о жизни насекомых и других животных, объясняя основы экологии.

## В ролях
- Василий Ливанов — профессор Иван Гермогенович Енотов
- Аня Дикуль — Валя
- Алёша Черцов — Карик
- Елена Попова — Лена, мама Карика и Вали
- Виктор Михайлов — Виктор, папа Карика и Вали
- Ольга Волкова — бабушка
- Михаил Светин — фотограф Андрей Иванович Шмидт
- Леонид Ярмольник — участковый Французов
- Владимир Воробьёв — полковник милиции

### В фильме снимались
- Гелена Ивлиева — корреспондент
- Аркадий Коваль
- Анатолий Телков
- Аркадий Шалолашвили
- Александр Баранов (каскадёр)
- Ростислав Данов
- пёс-боксёр Лиман — Фридрих

## Съёмочная группа
- Сценарий — Александра Александрова
- Постановка — Валерия Родченко
- Операторы-постановщики — Олег Куховаренко, Игорь Плаксин
- Художник-постановщик — Вера Зелинская
- Композитор — Виктор Бабушкин
- Звукооператор — Елена Демидова
- Режиссёр — Наталия Чаликова
- Монтаж — Татьяны Пулиной
- Редактор — Виктория Юриздицкая
- Консультант — Ростислав Данов
- Куклы — Елены Озеровой и Николая Орлова
- Актёры-кукольники — Роман Богуцкий, Юлия Герцман, Фаина Костина, Людмила Шаповалова
- Комбинированные съёмки:
  - Операторы — Игорь Плаксин, О. Друцкой
  - Художники — О. Акулов, В. Потанькин
- Оператор — А. Бахрушин
- Грим — Т. Павловой
- Костюмы — Н. Холмовой
- Макросъёмки — А. Малышев, Б. Виноградов
- Постановка трюков — Олега Василюка
- Дрессировщик — Лидия Острецова
- Режиссёрская группа — И. Шлионская, А. Горелик, М. Григорьев, В. Левант
- Художник-декоратор — О. Контарева
- Мастера-бутафоры — В. Зайцева, Л. Курудимов
- Ассистенты:
  - по монтажу — Р. Шмарина
  - оператора — В. Капустин, В. Рыбаков
- Мастер-костюмер — А. Лебединова
- Грим — Н. Горина
- Пиротехник — В. Масленников
- Мастера света — И. Берсон, Е. Зарх, А. Агафонов
- Заместители директора — В. Бестужев, В. Инихов, Вячеслав Тельнов
- Директор картины — Александр Пикунов

## Художественные особенности
- Это один из первых советских фильмов, в котором в полном объёме применены визуальные спецэффекты.
- Это первый советский фильм, где музыкальное сопровождение, написанное Бабушкиным, было смонтировано на компьютере, то есть использовались лишь виртуальные инструменты. По звучанию они напоминают инструменты из нотного редактора Sibelius.

## Отличия фильма от книги
- В книге не указаны ни полное имя, ни фамилия мальчика. В фильме он представляется профессору Енотову как Карик, а когда тот просит уточнить («Карик — это Карен? Кориолан?..»), произносит «Оскар Петров».
- В книге о местонахождении детей и профессора никто не догадывается и никто их не разыскивает. В фильме милиция развёртывает масштабную операцию по поиску и спасению детей, оцепив лужайку, где они могли находиться.
- В книге у фотографа Шмидта была собака породы овчарка по кличке Джек, в фильме — боксёр Фридрих. В книге собака ищет Карика и Валю лишь в квартире профессора и заканчивает поиск на подоконнике, откуда дети улетают на стрекозе; в фильме также пьёт уменьшительную жидкость.
- Профессор попадает в смертельную ловушку — нору медведки, откуда в книге его спасает кузнечик, а в фильме — уменьшившийся Фридрих.
- В книге профессор взял с собой моль экофору, и не указывается, собирался ли он её увеличивать; в фильме — жука, которого затем увеличил.
- В книге профессор, уменьшившись, сооружал себе одежду из нити паутины, а в фильме — из заранее подготовленного куска своего носового платка.
- В книге не упоминается об отце Карика и Вали.
- В книге профессор и Карик вечером долго ждали, пока Валя выберется из цветка энотеры; в фильме Енотов освобождает её с помощью пилы, сделанной из лапки кузнечика.
- В книге присутствует сцена с наводнением, в фильме же она заменена сценой пожара.
- В фильме отсутствуют сцены встреч героев с несколькими насекомыми — муравьями, муравьиным львом, осой аммофилой, наездниками, мухами и божьей коровкой.

## Факты
В заглавной роли Вали снималась шестилетняя дочь народного артиста РФ, циркового артиста, руководителя медико-реабилитационного центра заболеваний опорно-двигательного аппарата Валентина Дикуля — Аня Дикуль, которая в дальнейшем стала актрисой цирка и кино, а в 2008 году окончила режиссёрский факультет ГИТИСа.
Точные адреса домов, фигурировавших в заставке: г. Санкт-Петербург, Большеохтинский пр. д. 12, 14, Свердловская наб. д. 62. Квартира, в которой жила семья, находится в доме по адресу Большеохтинский проспект, д. 14.